# یواس‌ان‌اس فورد (تی-ای‌کی-۲۷۳)
یواس‌ان‌اس فورد (تی-ای‌کی-۲۷۳) (به انگلیسی: USNS Taurus (T-AK-273)) یک کشتی بود که طول آن ۴۷۵ فوت (۱۴۵ متر) بود. این کشتی در سال ۱۹۵۶ ساخته شد.